# راجی عبدالهادی
راجی عبدالهادی (انگلیسی: Ragy Abdel Hady؛ زادهٔ ۲۸ ژانویهٔ ۱۹۷۴) بازیکن واترپلو اهل مصر بود.